# ركانة (بلنسية)
رِكَّانَة هي بلدية في شرق إسبانيا ، في مقاطعة بلنسية ، وتقع على الضفة اليسرى لنهر مجر . كانت المدينة حصنًا مُوريَّا وتحتل موقعًا قويًا في منطقة Las Cabrillas الجبلية (1000 متر). وتهيمن عليها قلعة المور القديمة ولا تزال بها آثار لأسوار المدينة الأصلية. توجد ثلاث كنائس أبرشية قديمة ؛ يعود تاريخ أقدمها سان نيكولاس إلى القرن الثالث عشر ولكنه رُمِّمَ جزئيًا في عام 1727.

## روابط خارجية
- صور ركانة